# Hjertecyklus
Hjertecyklus er sekvensen af begivenheder, der udgør et hjerteslag.
Sammentrækningsfasen kaldes systole og udvidelsesfasen, hvor hjertet genfyldes med blod, kaldes diastole. Frekvensen af hjerteslagene kaldes pulsen. 

## Cyklussen i detaljer
Højre side af hjertet pumper afiltet returblod fra kroppen til lungerne, hvor det bliver iltet.
Venstre side pumper det iltede blod fra lungerne rundt i kroppen.
Hjertets arbejde kan opdeles i to faser.

### Systolen
Ventriklerne sammentrækkes og det forøgede tryk lukker hjerteklapperne (trikuspidal- og bikuspidalklappen) mod forkamrene og blodet pumpes ud i pulsårerne (arterierne).
Denne fase kaldes systolen og trykbølgen, der herved opstår i blodkarrenes vægge, kan føles som pulsen f.eks. i håndleddet og på halsen under kæberundingen. Denne trykbølge kan måles, og er en del af blodtrykket.

### Diastolen
Efter sammentrækningen slapper hjertemuskulaturen af, så hjertet kan udvides igen. Hjerteklapperne mod aorta og lungepulsåren er lukkede, mens klapperne mellem atrium og ventrikel er åbne, så blod strømmer fra kroppen og lungerne ind i både atrierne og ventriklerne.
Denne fase kaldes diastolen. 
Blodtrykket svinger i takt med hjertets sammentrækninger. Det er højst under systolen, men på grund af de store arteriers elasticitet udjævnes trykforskellene. Derfor strømmer blodet hele tiden, hurtigere i systolen og langsommere i diastolen, specielt i de store pulsårer. I de små kapillærårer og venerne strømmer blodet mere jævnt og ikke i ryk.